# Fernand Méric
Pour les articles homonymes, voir Méric.
Fernand Méric, né le 30 mai 1920 à Marseille et mort le 28 mars 2005, dans la même ville, est un exploitant de complexes cinématographiques français, qui devient par la suite dirigeant sportif.
Il préside le club de l'Olympique de Marseille d'avril 1974 à mars 1977. Le club remporte sous sa présidence la Coupe de France de football 1975-1976.

## Filmographie
- 1932 : Three Musketeers (producteur)
- 1938 : Si tu reviens (scénariste, production)
- 1939 : Vous seule que j'aime (acteur)
- 1941 : Saturnin de Marseille (scénariste, production)